# Nottingham Castle
Nottingham Castle är ett slott i Storbritannien.   Det ligger i kommunen City of Nottingham och riksdelen England, i den sydöstra delen av landet, 170 km norr om huvudstaden London. Nottingham Castle ligger 52 meter över havet.
Terrängen runt Nottingham Castle är platt, och sluttar söderut. Runt Nottingham Castle är det tätbefolkat, med 266 invånare per kvadratkilometer. Närmaste större samhälle är Nottingham, 0,50 km nordost om Nottingham Castle. Trakten runt Nottingham Castle består till största delen av jordbruksmark.